# Poisson-papillon de Bennett
Chaetodon bennetti
Espèce
Statut de conservation UICN

 DD  : Données insuffisantes
Le Poisson-papillon de Bennett (Chaetodon bennetti) est une espèce de poissons de la famille des Chaetodontidae.

## Sous-genre
Le poisson-papillon de Bennett est un poisson-papillon qui fait partie du sous-genre Tetrachaetodon. En 1984, André Maugé et Roland Bauchot ont proposé de l'affecter à leur nouveau genre Nalbantius, ce qui donnerait comme nom scientifique pour ce poisson Nalbantius bennetti.

## Morphologie
- Taille : au maximum 15 à 18 cm.

Sa coloration est jaune, avec deux lignes bleutées partant de l'avant et descendant vers l'arrière du corps, une tache noire bordée de bleuté, de forme ronde, et une barre noire passant par l'œil.

## Biologie et écologie
C'est un poisson corallien, et qui se nourrit de corail et d'invertébrés.

## Répartition
Le poisson-papillon de Bennett se rencontre dans l'océan Indien et l'ouest de l'océan Pacifique.

## Usage
Ce poisson peut se rencontrer en aquarium, mais il n'est pas conseillé, car difficile à nourrir.